# Hazal Türesan
Hazal Türesan (Ankara, 20 de julio de 1985) es una actriz turca más conocida por su trabajo en la serie de televisión Kara Para Aşk por ser la villana principal en la exitosa serie Fazilet Hanım ve Kızları.

## Filmografía
| Año       | Título                   | Personaje      | Nota(s)             |
| --------- | ------------------------ | -------------- | ------------------- |
| 2008-2015 | Unutma Beni              | Azra           | Serie de televisión |
| 2011      | Yeniden Başla            | Helen          | Serie de televisión |
| 2014      | Bir Don Juan Öldürmek    |                | Película            |
| 2014-2015 | Kara Para Ask            | Aslı Denizer   | Serie de televisión |
| 2016      | Tatlı İntikam            | Başak          | Serie de televisión |
| 2017-2018 | Fazilet Hanım ve Kızları | Yasemin Egemen | Serie de televisión |
| 2018      | Yaşamayanlar             | Yisa           | Web serie           |
| 2019-     | Mucize Doktor            | Beliz          | Serie de televisión |
| 2019-     | Atiye                    | Hannah         | Web Serie           |